# Technicolor

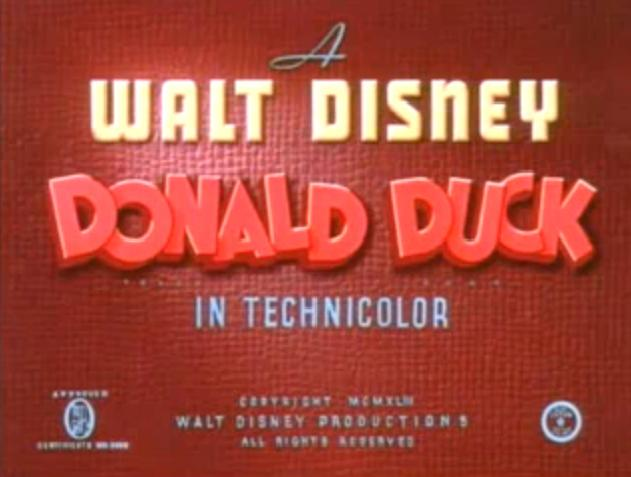
Technicolor felirat egy Donald kacsa-rajzfilm főcíme alatt

A Technicolor olyan, szabadalmaztatott színes filmgyártási eljárás, amelyet normálfilmhez, azaz 35 mm széles filmszalagoknál fejlesztettek ki.

## Különféle változatai
Az 1917 után készült filmek még két színkivonatot tartalmaztak. De már a hangosfilm megjelenése előtt kialakult az a változat, amely három színkivonatot tartalmazott.
Eleinte a felvételhez egy különleges felvevőgépet használtak, amellyel sugárosztás útján vették fel a vörös, kék és zöld színkivonatokat. Ezekből a színkivonatokból állították elő a vastag emulziójú matricákat, amelyekből később kioldották az ezüstmentes zselatint. Ezeket a filmszalagokat megfelelő festékkel bevonták (szubtraktív színekkel: sárga, ciánkék, magenta), majd egymás után a fekete-fehér pozitív filmmásolatra nyomtatták. Ezzel az eljárással igen gazdaságosan lehet tömeggyártásra színes filmeket készíteni, további előnye, hogy a színkivonatok időállók. A negyvenes években alakult ki a legismertebb eljárás. Ennél a prizmák kétfelé irányították a fényt. Az egyik egyszerű színkivonat volt. A másik két, egymáshoz szorított filmanyagot tartalmazott, ezeket a rétegoldalnál illesztették össze (ez az ú.n. bipack filmszalag). A két összeillesztett filmanyag egyike pánkromatikus, a másik ortokromatikus érzékenyítésű volt (viszonylag érzéketlen a vörös fényre), tehát eltért a spektrális érzékenységük. Az eljárás hátránya, hogy a fénynek az egyik filmanyagon keresztülhatolva kellett elérnie másikat (nem csak az emulzión, de a hordozón is), s ehhez a felvételeknél rendkívül erős megvilágítást igényelt. Az ortokromatikus filmanyagokat az ötvenes években már nem gyártották, ilyesmit csak a Technicolor eljárás igényelt.    
Az anamorfot torzító megoldású színes panorámafilmet Technirama elnevezéssel hozták forgalomba. Később a technika fejlődésével megjelentek az egyszalagos háromrétegű filmek. Ezekről elkészítették a színkivonatokat, hogy javítsák a Technicolor-eljárásos filmek minőségét.
Magyarországon ez a technika nem terjedt el. A külföldön készült filmek szinkronizálását, vagy feliratozását a már megvásárolt három színű kópián végezték el. A nagy magyar történelmi filmeket többnyire anamorphot eljárással háromrétegű filmanyagra készítették (például Agascope eljárással). Létezik ugyan egy archív film, amelyet külföldi filmesek készíttek Technicolor eljárással Magyarországon 1938-ban, idegenforgalmi célokra.

## Archiválási módszerek
Az 1950-es években készült hagyományos anyagra készült színes filmeknél felfedezték, hogy a színezékek szokatlanul gyorsan bomlanak, s így a film színei fakulnak. Ekkor kezdték alkalmazni ezt az eljárást archiválási célokra. Az archivált kópia akár fekete-fehér anyag is lehet, amelynek technológiája már fél évszázada ismert volt. Amennyiben egy filmet ismét piacra akartak dobni, a három színkivonatból egybe lehetett másolni a filmet, és ehhez nem volt szükség különösen nagy érzékenységű anyagra. Az archivált kópiáról tetszőleges minőségű vetíthető másolatot lehetett készíteni. Például a másolatot alacsony érzékenységű anyagra lehetett készíteni, s ezek az anyagok kemény (nagy gradációjú) és finom szemcsézetűek voltak, s így nagyobb vetítővászonra is jó minőségű filmet lehetett vetíteni. A nagyobb gradáció egyben a színtelítettséget is növelte, s az így készült kópia tetszetősebb volt. 
Ugyanebben az időszakban a Technicolor eljárással egész estés filmeket is készítettek. Ezeknek a filmeknek a forgatása különösen nagy megvilágítást igényelt, ezzel párhuzamosan rohamosan fejlődni kezdett a háromrétegű filmek minősége (Agfacolor, Gaevacolor, Eastmancolor), ezért a hatvanas-hetvenes évektől a Technicolor ismét az archiválás eszközévé vált. Magyarországon elsőízben az A Beszélő köntös című film egyes részletei készültek Agfacolor nyersanyagra. A második az egész estés Ludas Matyi volt, ez Gevacolor nyersanyagra készült.